# Naarda xanthonephra
Naarda xanthonephra là một loài bướm đêm thuộc họ Noctuidae.

## Hình ảnh

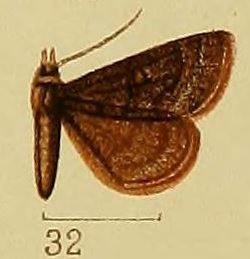